# Toxomerus musicus
Toxomerus musicus är en tvåvingeart som först beskrevs av Fabricius 1805.  Toxomerus musicus ingår i släktet Toxomerus och familjen blomflugor. Inga underarter finns listade i Catalogue of Life.